# Onze-Lieve-Vrouw van de Cryptekerk
De Onze-Lieve-Vrouw van de Cryptekerk (Frans: Collégiale Notre-Dame de la Crypte) is de parochiekerk gelegen in de gemeente Kassel in het Franse Noorderdepartement.

## Geschiedenis
Uit de 10e eeuw stamt de eerste vermelding van een kerkgebouw in Kassel. De kerk had regelmatig te lijden van geweld, brand en profanisering.
De oudste delen van de kerk zijn van een 12e-eeuws romaans bouwwerk, uitgevoerd in ijzerzandsteen. Ook werd er in die tijd nog gebruik gemaakt van rode Romeinse tegels. De kerk werd herbouwd in 1290 en in de 17e eeuw werd de kerk hersteld en herbouwd.
Tijdens de Franse Revolutie werd de kerk achtereenvolgens gebruikt als paardenstal, gevangenis en tempel voor de Cultus van de Rede.

## Gebouw
Het betreft een driebeukige bakstenen hallenkerk in gotische stijl. De toren bevindt zich boven het koor. Op 22 december 1981 is de kerk beschermd en geklasseerd als monument historique.

## Onze-Lieve-Vrouw van de Crypte

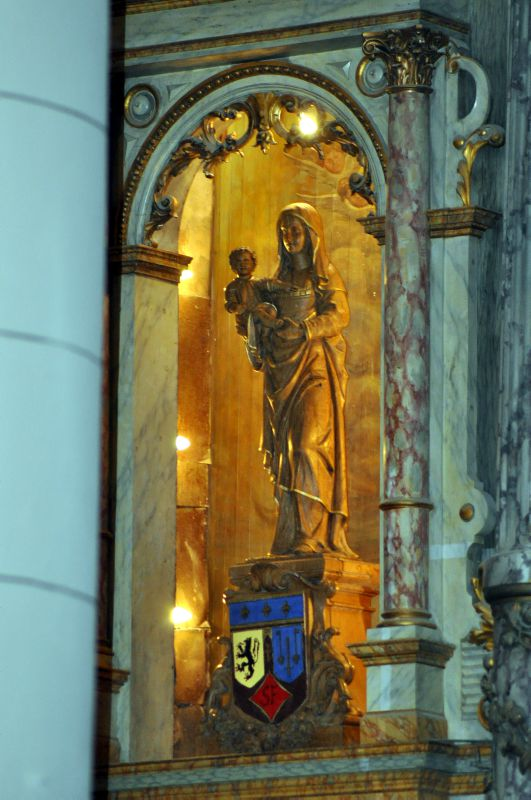
Onze-Lieve-Vrouw van de Crypte

Dit is een Mariabeeld dat vereerd werd in de crypte van de in 1788 gesloopte Sint-Pieterskerk. Zij wordt beschouwd als de beschermheilige van Kassel en het huidige beeldje is 16e-eeuws. Door haar voorspraak zou Kassel niet gebombardeerd zijn tijdens de Eerste Wereldoorlog.

## Interieur
Naast het Mariabeeld bezit de kerk een barok hoofdaltaar in marmer en verguld hout (18e eeuw); een smeedijzeren communiebank in rococostijl. Het orgel is van 1821.

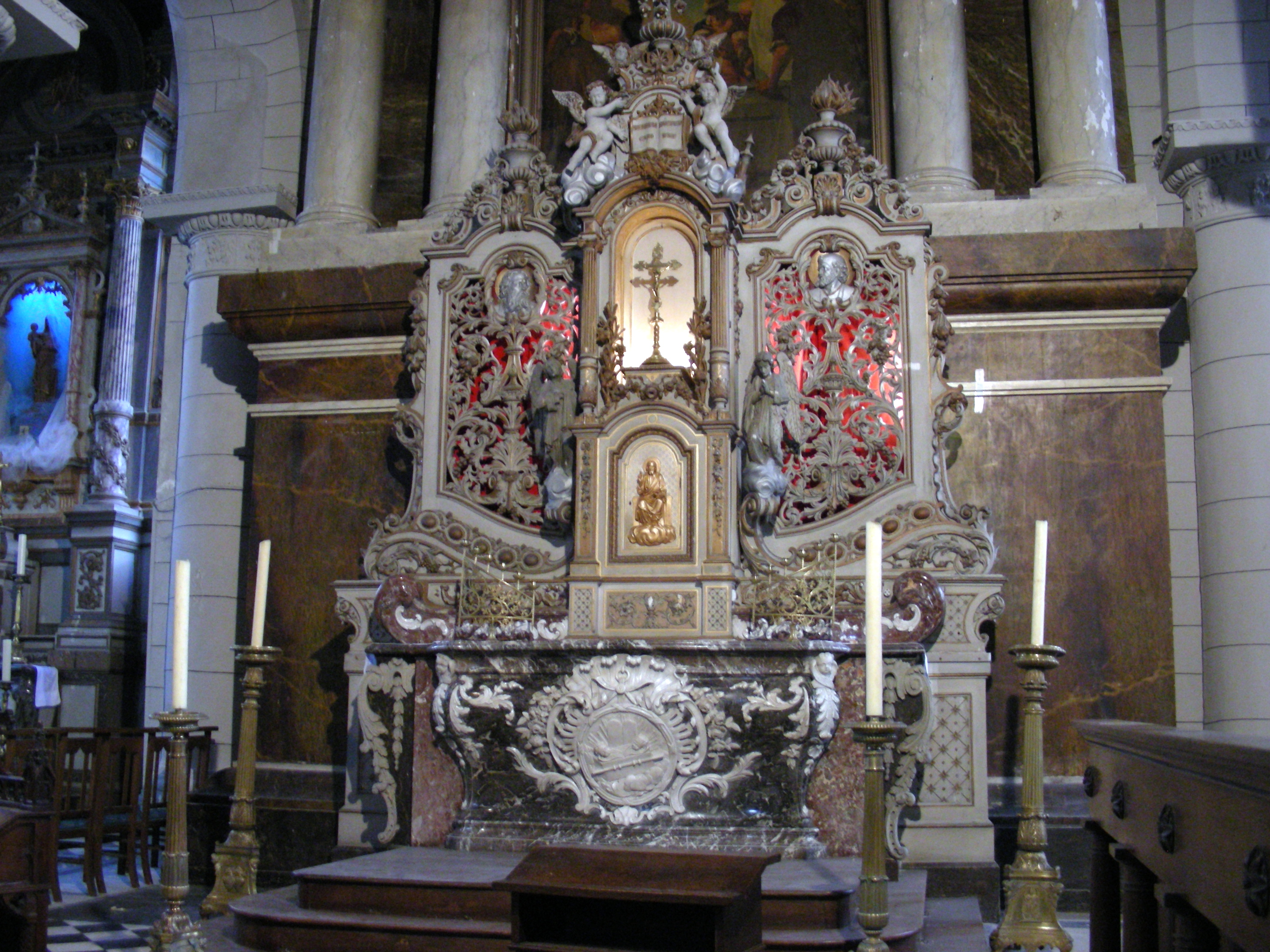
Het hoofdaltaar
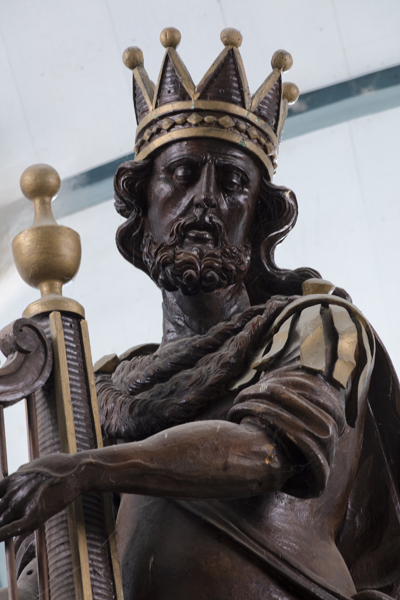
Koning David op de harp
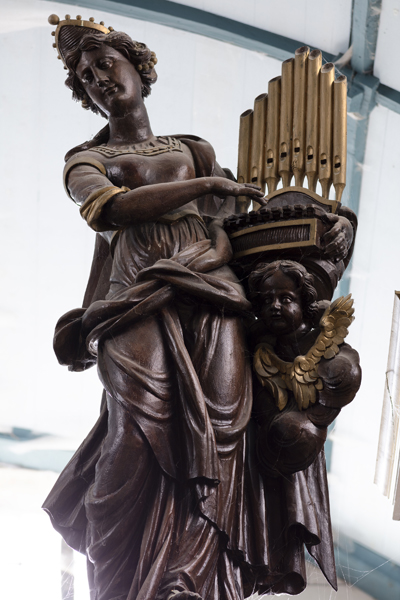
Cecilia aan het orgel
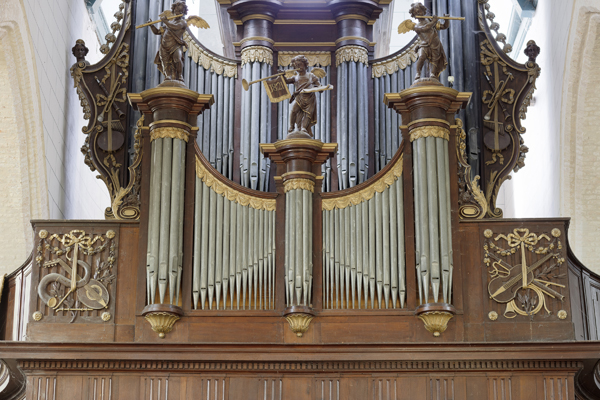
Orgel (1821)